# The Cost of Living (EP)
The Cost of Living – EP The Clash wydana 11 maja 1979 przez wytwórnię CBS.

## Lista utworów
1. „I Fought the Law” (Sonny Curtis) – 2:40
2. „Groovy Times” – 3:25
3. „Gates of the West” – 3:25
4. „Capital Radio”[1] – 3:20

Oryginalne wydawnictwo z 1979 roku kończy się 40-sekundowym żartem w wykonaniu zespołu zachęcającym do kupienia płyty. W wydaniu kompaktowym z 2006 roku stanowiącym część składanki Singles Box nagranie dostępne jest jedynie na rynku japońskim.

## Muzycy
- Joe Strummer – wokal, gitara
- Mick Jones – gitara, wokal
- Paul Simonon – gitara basowa
- Topper Headon – perkusja